# Men on a Mission
Men on a Mission foi uma dupla (tag team) de wrestling profissional, mais conhecida pelo tempo em que lutou na World Wrestling Federation. Os membros da dupla eram Nelson Frazier, Jr. e Robert Horne, que lutavam sob os respectivos nomes, Mabel e Mo. Frazier e Horne lutaram juntos por quase uma década em diversas promoções de wrestling usando diversos nomes.

## Carreira

### Harlem Knights
A dupla que mais tarde se tornaria "Men on a Mission" ("Homens em uma Missão") começaram competindo na Pro Wrestling Federation e na United States Wrestling Association , onde lutaram como os Harlem Knights ("Cavaleiros do Harlem"), com Frazier sendo conhecido como Nelson Knight e Horne como Bobby Knight, com os dois sendo irmãos na história. Na PWF, a dupla contou com o manager George South. A dupla retornaria à PWF em 1996, se tornando Campeões de Duplas da PWF.
Enquanto na USWA, eles tiveram rivalidades com Jerry Lawler, Jeff Jarrett e outros mocinhos, sendo "ameaças monstruosas" pelo tamanho. Eles foram contratados pela World Wrestling Federation em 1993.

### Men on a Mission
Quando Men on a Mission começou a aparecer na WWF, se tornaram mocinhos, usando roupas claras e tenso atitude positiva, ganhando um manager rapper chamado “Oscar” (cujo nome real é desconhecido) e sendo nomeados “Mabel” e “Mo”, coletivamente conhecidos como “M.O.M.” ou “Men On a Mission”. Seus personagens tinham como objetivo conseguir mudanças em seu bairro, com vídeos sendo mostrados dos dois andando por guetos e mostrando como a vida poderia ser melhor.
A dupla conseguiu agradar o público graças ao tamanho de Mabel, suas personalidades no ringue e os raps de Oscar. Com The Bushwhackers, eles se fantasiaram de Doink the Clown e lutaram como "The Four Doinks" ("Os Quatro Doinks"), derrotando Bam Bam Bigelow, Bastion Booger e The Headshrinkers no Survivor Series. Os dois começaram uma rivalidade com os Campeões Mundiais de Duplas The Quebecers. Men on a Mission ganhou os título em 29 de março de 1994, em um evento não-televisionado em Londres. Dois dias depois, os Quebecers ganharam os títulos de volta em Sheffield.
Men on a Mission parou de lutar em duplas em 1994, com Mabel lutando lutas individuais. Eles voltaram às lutas de duplas no fim de 1994, participando de um torneio de oito duplas pelo WWF Tag Team Championship, que estava vago pela separação dos campeões, Shawn Michaels e Diesel. M.O.M. foi eliminado na primeira fase do torneio, em 17 de dezembro de 1994, por Tatanka e Bam Bam Bigelow (que perderam as finais para Bob "Spark Plugg" Holly e The 1-2-3 Kid). Eles enfrentaram os então campeões Smoking Gunns em um episódio de Action Zone de março de 1995. Os Gunns derrotaram Mabel e Mo, que lhes atacaram após a luta. No Action Zone da semana seguinte, Oscar se desculpou aos Gunns, e no episódio seguinte, Mabel e Mo decidiram apertar as mãos dos Gunns. No entanto, M.O.M. atacou os Gunns novamente, se transformando em vilões. Durante o ataque, Oscar pediu para que eles parassem, mas também acabou sendo atacado.

### King Mabel e Sir Mo
Depois de uma curta rivalidade com os Gunns, Mabel voltou a luta individualmente, vencendo o King of the Ring de 1995, se tornando King ("Rei") Mabel com seu companheiro se tornando Sir Mo. Quando Mabel se tornou rei, Mo se tornou mais um manager e ajudante do que um lutador ativo. No In Your House 2: The Lumberjacks, os dois derrotaram Razor Ramon e Savio Vega. Eles também foram os oponentes na luta onde British Bulldog traiu seu parceiro Diesel. A rivalidade entre Diesel e Mabel fez com que o último perdesse sua luta pelo WWF Championship no SummerSlam. Mabel e Mo foram demitidos no início de 1996.

### Pós-WWF
Logo após deixar a WWF, Frazier e Horne (ainda lutando como Mabel e Mo), foram contratados pela United States Wrestling Association, onde entraram em um torneio pelo Unified Heavyweight Championship. Mabel derrotou Mo, mas perdeu na final.
Frazier eventualmente retornou à WWF como Mabel em 1998, sob o nome de Viscera, um membro do Ministry of Darkness. Frazier foi demitido novamente em agosto de 2000. Em março de 2003, Frazier fez uma aparição como "Nelson Knight" no NWA: Total Nonstop Action ao lado de Ron Killings. Ele apareceu novamente na semana seguinte, mas Frazier logo retornou ao circuito independente. No fim de 2004, Frazier voltou à WWE como Viscera, tendo seu personagem renomado "Big Daddy V" em 2007, na ECW. Frazier foi demitido em 8 de agosto de 2008. Após lutar para a National Wrestling Alliance e Juggalo Championship Wrestling, Frazier começou a luta na All Japan Pro Wrestling como Big Daddy Voodoo.
Horne continuou no circuito independente, lutando como Mo e "Rob Harlem". Ele e Frazier lutaram juntos na Memphis Wrestling em 2003, onde Mo traiu Mabel. Mais tarde, Mabel derrotou Mo em uma luta individual. Frazier faleceu em 2014.

## No wrestling
- Movimentos de duplas
  - Double Dropkick
  - Combinação de Drop toe-hold (Mo) e Running leg drop na nuca (Mabel)
  - Inverted suplex slam (Mo) seguido de um second rope diving leg drop na nuca de um oponente deitado de bruços (Mabel)
  - Big Splash Duplo (Mo pula em Mabel, colocando mais peso ao ataque)
- Managers
  - George South
  - Oscar

## Títulos e prêmios
- Pro Wrestling Federation
  - PWF Tag Team Championship (2 vezes)
- World Wrestling Federation
  - WWF Tag Team Championship (1 vez)
  - King of the Ring (1995) (Mabel)
- Wrestling Observer Newsletter
  - Pior Luta do Ano (1993) com The Bushwhackers vs. The Headshrinkers, Bastion Booger e Bam Bam Bigelow no Survivor Series